# (32932) 1995 SX15
(32932) 1995 SX15 est un astéroïde de la ceinture principale d'astéroïdes de 5,657 km de diamètre découvert en 1995.

## Description
(32932) 1995 SX15 a été découvert le 18 septembre 1995 à l'observatoire de Kitt Peak, situé dans l'Arizona (États-Unis), par le projet Spacewatch de l’université de l'Arizona.

### Caractéristiques orbitales
L'orbite de cet astéroïde est caractérisée par un demi-grand axe de 2,98 ua, un périhélie de 2,23 ua, une excentricité de 0,25 et une inclinaison de 3,50° par rapport à l'écliptique. Du fait de ces caractéristiques, à savoir un demi-grand axe compris entre 2 et 3,2 ua et un périhélie supérieur à 1,666 ua, il est classé, selon la JPL Small-Body Database, comme objet de la ceinture principale d'astéroïdes.

### Caractéristiques physiques
(32932) 1995 SX15 a une magnitude absolue (H) de 14,7 et un albédo estimé à 0,066, ce qui permet de calculer un diamètre de 5,657 km. Ces résultats ont été obtenus grâce aux observations du Wide-Field Infrared Survey Explorer (WISE), un télescope spatial américain mis en orbite en 2009 et observant l'ensemble du ciel dans l'infrarouge, et publiés en 2011 dans un article présentant les premiers résultats concernant les astéroïdes de la ceinture principale.